# Marathon van Frankfurt 2011

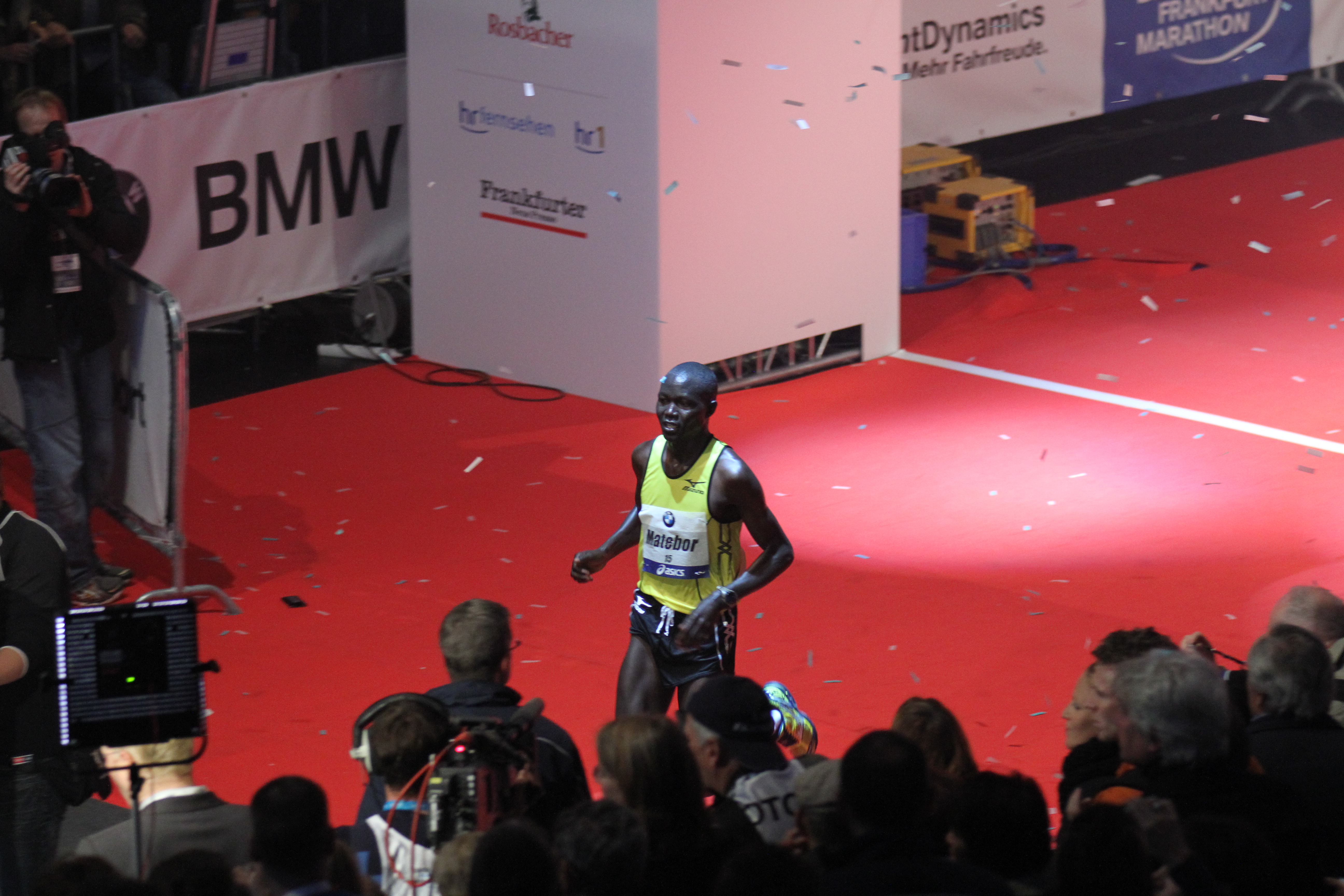
Albert Matebor Kiplagat komt als derde over de finish.

De marathon van Frankfurt 2011 werd gelopen op zondag 30 oktober 2011. Het was de 30e editie van deze marathon.
De Keniaan Wilson Kipsang kwam, net als een jaar eerder, als eerste over de streep. Met een finishtijd van 2:03.42 verbeterde hij en passant het parcoursrecord.
De Ethiopische Mamitu Daska was het sterkste bij de vrouwen en won de wedstrijd in 2:21.59, daarbij eveneens een parcoursrecord vestigend.

## Uitslagen

### Mannen
| rang   | naam                     | land | tijd    |
| ------ | ------------------------ | ---- | ------- |
| Goud   | Wilson Kipsang           | KEN  | 2:03.42 |
| Zilver | Levi Matebo Omari        | KEN  | 2:05.16 |
| Brons  | Albert Matebor Kiplagat  | KEN  | 2:05.25 |
| 4      | Philip Sanga             | KEN  | 2:06.07 |
| 5      | Robert Kiprono Cheruiyot | KEN  | 2:06.29 |
| 6      | Peter Kirui              | KEN  | 2:06.31 |
| 7      | Dickson Chumba           | KEN  | 2:07.23 |
| 8      | Siraj Gena Amda          | ETH  | 2:08.31 |
| 9      | Duncan Cheruiyot Koech   | KEN  | 2:08.38 |
| 10     | Henry Sugut Kemo         | GER  | 2:08.56 |

### Vrouwen
| rang   | naam                     | land | tijd    |
| ------ | ------------------------ | ---- | ------- |
| Goud   | Mamitu Daska             | ETH  | 2:21.59 |
| Zilver | Agnes Kiprop             | KEN  | 2:23.54 |
| Brons  | Flomena Chepchirchir     | KEN  | 2:24.21 |
| 4      | Merima Mohammed Hasen    | ETH  | 2:24.32 |
| 5      | Rita Jeptoo              | KEN  | 2:25.44 |
| 6      | Nadia Ejjafini           | ITA  | 2:26.15 |
| 7      | Gelete Fate Tola         | ETH  | 2:27.18 |
| 8      | Degefa Eshetu Biruktawit | ETH  | 2:27.54 |
| 9      | Sabrina Mockenhaupt      | GER  | 2:28.08 |
| 10     | Elena Samokhvalova       | RUS  | 2:28.43 |

1981 ·
1982 ·
1983 ·
1984 ·
1985 ·
1986 ·
1987 ·
1988 ·
1989 ·
1990 ·
1991 ·
1992 ·
1993 ·
1994 ·
1995 ·
1996 ·
1997 ·
1998 ·
1999 ·
2000 ·
2001 ·
2002 ·
2003 ·
2004 ·
2005 ·
2006 ·
2007 ·
2008 ·
2009 ·
2010 ·
2011 · 
2012 · 
2013 · 
2014 · 
2015 · 
2016 · 
2017